# Gustaf Wetter (spelman)
Gustaf Axel Valter Wetter, född 3 april 1901 i Gränna landsförsamling, Jönköpings län, död 3 mars 1977 i Katrineholms församling, Södermanlands län, var en riksspelman. Han var med och bildade Södermanlands spelmansförbund 1925, och han var ända till sin död en drivande kraft i styrelsen. Wetter var en skicklig, flitig och noggrann folkmusikupptecknare, han samlade totalt in 610 melodier och visor från Södermanland. Dessa utgavs i bokform 1978 av Katrineholms kommun.
I sin dagliga gärning var han lärare i Södra skolan i Katrineholm, i sammanlagt 87 terminer. Fiolspel lärde han av fadern Johan Wetter (1869–1938) och spelmannen "Blinde Janne" (Jean Knut Wristel Johansson, 1843–1926) i Gränna. Efter lärarexamen i Växjö 1923 flyttade han till Katrineholm. Förutom spelmansförbundet var han med och bildade Katrineholms musiksällskap 1929, och Katrineholms spelmanslag 1947. Han var dessutom medlem i kyrkliga manskören, och musiknämnderna i Katrineholm och i Södermanland.

## Utmärkelser
- 1937 – Zornmärket i silver med kommentaren "För gott spel och värdefullt arbete i folkmusikens tjänst.".[5]
- 1948 – Zornmärket i guld
- 1965 – Södermanlands kulturstipendium
- 1967 – Hazeliusmedaljen i silver